# 下斯劳特
下斯劳特（Lower Slaughter）是英格兰格洛斯特郡科茨沃尔德区的一个村庄，在斯托昂澤沃爾德西南4英里（6.4）。
村庄的名字源于古英语 "slough" ，意思是湿地。

## 经济
旅游业是村里的主要产业。2016年人口估计为236人。由于村里只有狭窄的小路，旅游巴士等大型车辆无法进入。唯一的旅游景点是老磨坊博物馆及其河畔咖啡馆和河滨茶室。吸引游客的是许多非常古老的古朴建筑。

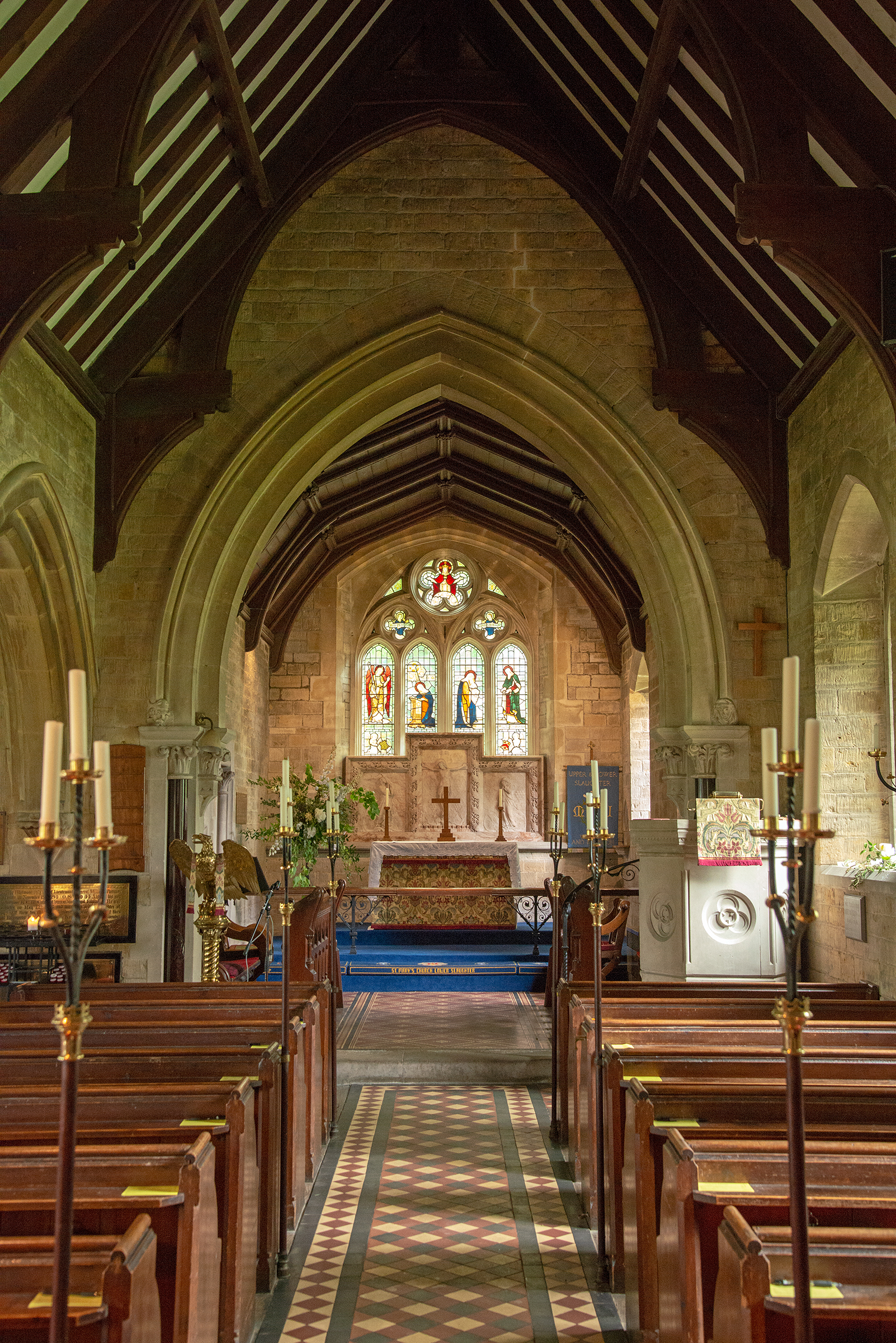